# Calatayud
Calatayud (aragónul Calatayú) város Spanyolországban, Aragónia autonóm közösségben, Zaragoza tartományban. Calatayud Ateca, Terrer, Sestrica, Morés, Sabiñán, Paracuellos de la Ribera, El Frasno, Sediles, Villalba de Perejil, Paracuellos de Jiloca, Cervera de la Cañada és Torralba de Ribota községekkel határos. Lakosainak száma 19 850 fő (2024).

## Népesség
A település népessége az utóbbi években az alábbiak szerint változott:
| Lakosok száma | 17 970 | 19 634 | 21 040 | 21 933 | 21 174 | 20 658 | 20 173 | 20 024 | 19 776 | 19 850 |
|               | 2001   | 2004   | 2007   | 2009   | 2012   | 2014   | 2017   | 2019   | 2022   | 2024   |